# Marissa Jaret Winokur
Marissa Jaret Winokur (Nueva York, Nueva York, 2 de febrero de 1973), a veces acreditada como Marissa Winokur, es una actriz estadounidense conocida por su actuación ganadora del Tony como Tracy Turnblad en la exitosa adaptación musical de Broadway de la película de John Waters, Hairspray, así como su trabajo en la sitcom de Pamela Anderson, Stacked. Algunos de sus otros créditos en televisión incluyen Curb Your Enthusiasm, Moesha, The Steve Harvey Show, Just Shoot Me!, Felicity y Dharma & Greg.
Ella fue una concursante en la popular serie de competencia de baile Dancing with the Stars y fue presentadora de Dance Your Ass Off. A pesar de que se desempeñó como copresentadora en el talk show diurno The Talk, no regresó en 2011, en lugar de centrarse en su línea de ropa y un nuevo programa de televisión por cable. El programa de televisión por cable en cuestión, cuando se estrenó, demostró ser un programa de entrevistas de última hora titulado All About Sex, cuyas tareas copresentadoras compartió con Margaret Cho, Heather McDonald y Dr. Tiffanie Davis Henry, y que TLC transmitió a las 11:00 PM hora del Este los sábados por la noche.

## Primeros años
Winokur nació en Nueva York, hija de Maxine, maestra, y Michael Winokur, arquitecto. Ella es judía. Winokur fue una animadora y capitana de su equipo de fútbol de la escuela secundaria en Fox Lane High School. Más tarde estudió en la American Musical and Dramatic Academy, graduándose del programa integrado.

## Carrera

### Teatro, cine y televisión
Winokur ganó el Premio Tony a la mejor actriz principal en un musical, Drama Desk Award, Theatre World Award y el Outer Critics Circle Award por su actuación en Hairspray. Después de que comenzó su carrera en Hairspray, Winokur fue diagnosticado con cáncer, pero no informó a ninguno de sus compañeros de reparto o cualquiera de los miembros de la tripulación para evitar que se preocupe por ella. Ella fue operada más tarde en 2003; después de su recuperación y declaración de estar libre de cáncer, ella estaba lo suficientemente sana como para volver a Broadway. Se dice que mientras viajaba hacia y desde su cirugía de cáncer, cantó «Good Morning Baltimore», uno de los espectáculos musicales. Ella hizo su primera aparición en Broadway después de someterse con éxito a un tratamiento contra el cáncer. Ella había aparecido previamente en Broadway como «Pink Lady Jan» en el renacimiento de Grease.
Winokur también ha desempeñado papeles en películas como American Beauty, Never Been Kissed, Teaching Mrs. Tingle, Scary Movie, Beautiful Girl (para ABC Family), Amor en juego y Fugly, y ella proveyó una de las voces en Shrek the Halls, una película centrada en las fiestas animadas por CGI.
Winokur coprotagonizó la serie de televisión Stacked, que protagonizó Pamela Anderson. Ella también apareció en un episodio de Curb Your Enthusiasm donde perdió una pelea física con Larry David durante la primera cita en la oficina de un doctor. Ella se llamó Marissa Winokur en el episodio, pero fue acreditado simplemente como «Woman In Elevator».
Marissa fue puesta en estrella en un nuevo piloto de comedia para CBS titulado Fugly, del creador de My Name Is Earl. El programa fue originalmente lanzado a FOX como un vehículo para Pamela Anderson, pero fue rechazado a favor de Stacked. Más tarde se renovó en una película de televisión y se difundió a pobres críticas en 2007 Regresó a Hairspray el 9 de diciembre de 2008 e interpretó a Tracy hasta el cierre del show el 4 de enero de 2009.
Winokur presentó la serie de competencia Dance Your Ass Off en la cadena Oxygen. En octubre de 2010 se unió a Julie Chen, Holly Robinson Peete, Sharon Osbourne, Leah Remini y Sara Gilbert en un nuevo programa de entrevistas, The Talk, que tenía la intención de centrarse en las historias de padres, la vida cotidiana y los acontecimientos en los titulares. El programa comenzó a transmitirse e CBS el 18 de octubre de 2010. El 14 de enero de 2011, anunció a través de la revista People que dejaría The Talk para centrarse en su línea de ropa y un nuevo programa de televisión por cable que estaba desarrollando.
Ella repitió el papel de Tracy Turnblad en la producción de Hollywood Bowl de Hairspray, que se desarrolló del 5 al 7 de agosto de 2011.
Winokur se unió al reparto de la comedia original de TV Land, Retired at 35, a los 35 años, comenzando en la segunda temporada.Interpretaba el papel de Amy, la hermana de David, una vendedora exitosa y de gran agudeza para una compañía farmacéutica con una personalidad burbujeante. El personaje fue originado por Casey Wilson en el piloto de la serie, pero no hizo ninguna otra aparición de la primera temporada.

### Grabación y trabajo de voz
Winokur estaba trabajando en la grabación de un álbum de música para niños. Su interpretación de la canción «Baby Face» apareció en la banda sonora de la película Son of the Mask, e interpretó «The Wish Song» en el álbum de caridad 2006 Unexpected Dreams – Songs From the Stars. En 2007, se unió a Nikki Blonsky y Ricki Lake al cantar «Mama, I'm a Big Girl Now» en la banda sonora de Hairspray; en la película original del director John Waters, Lake había originado el papel que Winokur (en el escenario) y Blonsky (en la pantalla, en la versión cinematográfica del musical) habían reprisado respectivamente, el de Tracy Turnblad.
Winokur también ha prestado su voz a varios programas de dibujos animados, incluyendo a American Dad! y King of the Hill.

### Dancing with the Stars
En marzo de 2008, Winokur fue anunciada como una participante en la temporada 6 del programa de baile Dancing with the Stars de ABC. Ella fue emparejada con el bailarín profesional Tony Dovolani. El 13 de mayo de 2008, Winokur y Dovolani fueron eliminados de la competencia en la semifinal, quedando en el cuarto puesto.
| Semana        | Baile / Canción                          | Puntajes de los jueces | Puntajes de los jueces | Puntajes de los jueces | Resultado        |
| Semana        | Baile / Canción                          | C.I                    | L.G.                   | B.T.                   | Resultado        |
| ------------- | ---------------------------------------- | ---------------------- | ---------------------- | ---------------------- | ---------------- |
| 1             | Chachachá / «Low»                        | 6                      | 6                      | 6                      | Sin eliminación  |
| 2             | Quickstep/ «Flip, Flop and Fly»          | 7                      | 7                      | 7                      | Últimos salvados |
| 3             | Jive / «Girlfriend»                      | 6                      | 7                      | 6                      | Salvados         |
| 4             | Pasodoble / «My Family is My Life»       | 8                      | 8                      | 8                      | Salvados         |
| 5             | Samba / «Tambourine»                     | 8                      | 8                      | 8                      | Salvados         |
| 6             | Vals vienés / «Delilah»                  | 9                      | 8                      | 9                      | Salvados         |
| 6             | Grupo Country-western / «Cotton Eye Joe» | Puntos extras no dados | Puntos extras no dados | Puntos extras no dados | Salvados         |
| 7             | Tango / «Champagne Tango»                | 9                      | 9                      | 9                      | Dos últimos      |
| 7             | Rumba / «Quando, Quando, Quando»         | 9                      | 8                      | 8                      | Dos últimos      |
| 8             | Foxtrot / «New York, New York»           | 9                      | 8                      | 8                      | Salvados         |
| 8             | Mambo / «Ritmo de Chunga»                | 8                      | 8                      | 9                      | Salvados         |
| 9 (Semifinal) | Quickstep / «Around the World»           | 9                      | 9                      | 8                      | Eliminados       |
| 9 (Semifinal) | Rumba/ «Just the Two of Us»              | 8                      | 9                      | 9                      | Eliminados       |

## Vida personal
Durante las primeras etapas de desarrollo de Hairspray, Winokur fue diagnosticada con cáncer cervical. Ella fue sometida a tratamiento para la enfermedad, sin revelar su condición a nadie excepto a su familia inmediata, por temor a que fuese reemplazada en el musical. Finalmente ella hizo una recuperación completa y permaneció en el espectáculo.
Winokur se casó con Judah Miller, quien fue escritor en Stacked, el 7 de octubre de 2006. En marzo de 2008, la pareja anunció que esperaba que su primer hijo, un niño llamado Zev, a través de una madre sustituta y que el embarazo durara cinco meses. Zev Isaac Miller nació el 22 de julio de 2008, pesando 8 libras 7 onzas y midió 21 pulgadas de largo. Winokur y Miller ayudaron a entregar a su hijo.
Es la sobrina nieta de dos famosos escritores estadounidenses: S. J. Perelman y Nathanael West.

## Premios y nominaciones
| Año  | Premio                     | Categoría                                             | Trabajo   | Resultado |
| ---- | -------------------------- | ----------------------------------------------------- | --------- | --------- |
| 2003 | Tony Award                 | Premio Tony a la mejor actriz principal en un musical | Hairspray | Ganadora  |
| 2003 | Drama Desk Award           | Mejor actriz en un musical                            | Hairspray | Ganadora  |
| 2003 | Outer Critics Circle Award | Mejor actriz en un musical                            | Hairspray | Ganadora  |
| 2003 | Theatre World              | Theatre World Award                                   | Hairspray | Ganadora  |